# 梅迪納 (伊利諾伊州)
梅迪納（英語：Medinah）是位於美國伊利諾伊州杜佩奇縣的一個非建制地區。該地的面積和人口皆未知。

## 地理
梅迪納的座標為41°58′53″N 88°03′34″W / 41.98139°N 88.05944°W，而該地的平均海拔高度為201米（即659英尺）。